# Il corridoio della paura
Il corridoio della paura (Shock Corridor) è un film del 1963 scritto, prodotto e diretto da Samuel Fuller.
Nel 1996 il film è stato scelto per la conservazione nel National Film Registry della Biblioteca del Congresso degli Stati Uniti.

## Trama
Johnny Barrett è un giornalista che decide di farsi ricoverare in incognito in un ospedale psichiatrico per risolvere un caso di omicidio avvenuto all'interno di quella struttura, nella speranza di vincere il premio Pulitzer. Dopo essersi preparato all'esperienza con l'aiuto del dottor Fong, simula un'attenzione morbosa per la sorella (in realtà impersonata malvolentieri dalla fidanzata Cathy, che non vede l'esperienza di buon occhio), venendo quindi internato nella casa di cura.
Dentro l'ospedale Johnny entra in contatto con tre pazienti testimoni oculari del delitto: un veterano sudista della guerra di Corea che ha disertato dall'esercito per passare con i comunisti, un nero che arringa gli altri ricoverati con comizi razzisti e uno scienziato vincitore del premio Nobel regredito all'infanzia. Fa infine la conoscenza di un italiano obeso che canta arie d'opera di continuo. Mentre si compone lentamente il quadro dell'omicidio, l'equilibrio mentale di Johnny inizia sempre più a vacillare.

## Riconoscimenti
- Seminci 1966
  - Espiga de oro

## Collegamenti con altre pellicole
- Nelle scene iniziali del film, il protagonista di The Dreamers - I sognatori di Bernardo Bertolucci guarda Il corridoio della paura alla Cinémathèque française.